# Filologia clàssica
La filologia clàssica és la branca de la filologia que s'ocupa de l'estudi de les llengües clàssiques, especialment del llatí i del grec antic i del textos que s'hi escrigueren.

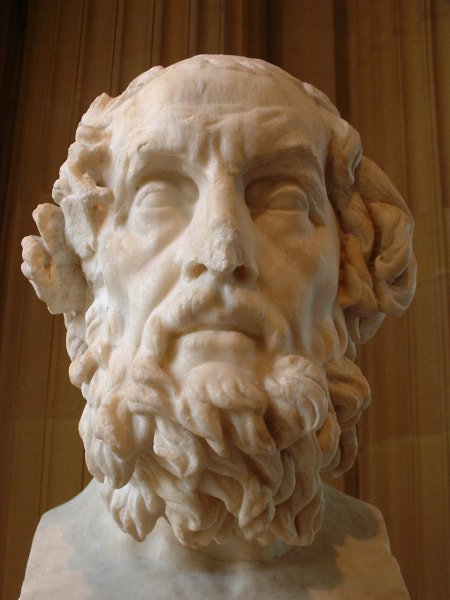
Bust d'Homer

## L'objecte d'estudi
Al llarg de molts segles l'antiguitat clàssica va perdurar només en els seus textos, per la qual cosa la filologia clàssica estudiava aquesta civilització en el seu conjunt: història, mitologia, filosofia, política… és a dir, eren la llavor dels estudis humanístics. La creació de noves disciplines (l'arqueologia clàssica) i l'especialització d'altres (història, història de l'art, antropologia…) han reduït el paper central del filòleg clàssic en l'estudi de l'antiguitat.
Avui dia el camp d'estudi específic de la filologia clàssica són les llengües clàssiques i els textos que s'hi varen escriure; això inclou disciplines com: 
- Lingüística: 
  - Fonètica, morfologia sintaxi.
  - Lingüística diacrònica, dialectologia i història de la llengua.
  - Llengües que s'hi relacionen: indoeuropeu, sànscrit, osc, umbre, hitita, llatí vulgar…
  - Epigrafia i paleografia.
- literatura
  - Mètrica
  - Gèneres literaris
  - Retòrica literària
- Traducció dels textos clàssics a les llengües actuals.

Com que els textos no es poden entendre sense conèixer la civilització en què varen ser escrits els estudiants d'aquesta disciplina completen la seva formació amb estudis de: 
- Història de Grècia i Roma.
- Mitologia grega i romana.
- Història de l'art clàssic.
- Filosofia antiga.

## Classicistes famosos
- Antonio Fontán Pérez
- Karl Marx
- John Milton
- Carles Miralles i Solà
- Friedrich Nietzsche
- Ferdinand de Saussure
- Eulàlia Vintró Castells
- Oscar Wilde
- Jaume Medina i Casanovas